# 11963 Ignace
11963 Ignace è un asteroide della fascia principale. Scoperto nel 1994, presenta un'orbita caratterizzata da un semiasse maggiore pari a 2,7668580 UA e da un'eccentricità di 0,0587924, inclinata di 6,12336° rispetto all'eclittica.
L'asteroide è dedicato a Ignace Van der Gucht, che collaborò alla costruzione dell'Osservatorio Reale del Belgio a Uccle.